# Never Again
«Never Again» es el primer sencillo del álbum My December, de la cantante estadounidense Kelly Clarkson. Según Nielsen SoundScan, hasta marzo de 2013, el sencillo vendió 1 179 000 descargas en los Estados Unidos.

## Información
La canción está basada en la historia de Clarkson y un exnovio (para varios, es David Hodges), que dejó a Clarkson para casarse con una exnovia. En una entrevista, Clarkson comentó que escribió esta canción 2 años antes de lanzar su tercer álbum My December.
Fue emitido por radio el 13 de abril del 2007, y emitido digital el 23 de abril de 2007, donde hasta ahora ha vendido 850,000 copias digitales. El video musical debutó el 1 de mayo de 2007 en TRL, donde ha estado en #1 cuatro veces.
La canción fue nominada para un Teen Choice Award 2007 en la categoría de Payback Track.

## Posicionamiento
| Listas (2007)            | Posición |
| ------------------------ | -------- |
| EE. UU Billboard Hot 100 | 8        |
| Indonesia Chart          | 1        |
| Perú Chart               | 1        |
| Indonesia Chart          | 1        |
| Australia Chart          | 5        |
| Mundo Chart              | 19       |
| Croacia) Chart           | 6        |
| Irlanda                  | 11       |
| Canadá Chart             | 8        |
| Reino Unido Chart        | 9        |
| China Chart              | 8        |

## Video musical
El video musical de "Never again" fue dirigido por Joseph Kahn. Éste logró el puesto Número 63 en el conteo de Los 100+ pedidos del 2007 de Mtv México (o Norte), mientras que en Mtv Argentina tuvo mejor posición en el mismo conteo, en la posición Número 46, a pesar de haber estado un día en el conteo en la posición 10 de Los 10+ pedidos.

## Versiones oficiales
- Main Edit
- Instrumental
- Dave Aude Club Mix
- Dave Aude Dub Mix
- Dave Aude Radio Mix
- Dave Aude Mixshow
- Jason Nevins Club Mix
- Jason Nevins Dub Mix
- Jason Nevins Radio Mix
- Jason Nevins Padapella
- Mashup